# Ivan Cankar
Ivan Cankar (Vrhnika, 10 maggio 1876 – Lubiana, 11 dicembre 1918) è stato uno scrittore e poeta sloveno.

## Biografia
Ottavo di dodici figli, è stato cresciuto dalla madre in condizioni di grande povertà dopo l'abbandono della famiglia da parte del padre, sarto proveniente da Trieste, che si trasferì in Bosnia in cerca di lavoro. 

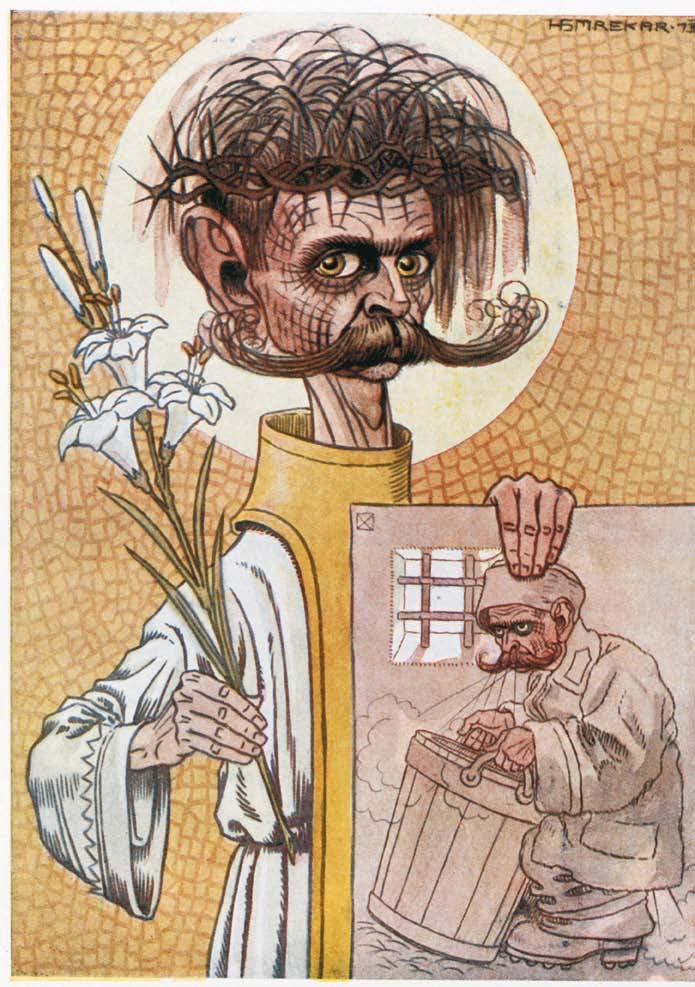
Caricatura di Ivan Cankar
di Hinko Smrekar.

Già alle scuole elementari frequentate a Nauporto dimostrò il proprio talento. I notabili del paese promisero di aiutarlo finanziariamente a studiare, anche se non mantennero mai la promessa. Si iscrisse quindi al Liceo scientifico (realka) a Lubiana. Terminato il liceo nel 1896 si iscrisse al Politecnico di Vienna grazie a una borsa di studio, ma dopo un solo semestre decise di iscriversi ai corsi di slavistica. Dopo una breve parentesi trascorsa a Pola e a Sarajevo, nel 1898 ritornò nella capitale austriaca per restarvi fino al 1909, soggiornando a Ottakring, quartiere operaio e proletario che comparirà in molte sue opere, soprattutto nella raccolta di racconti brevi Za križem. Durante gli undici anni trascorsi a Vienna si dedicò sia ad attività letterarie sia a impegni politici e si mantenne principalmente scrivendo feuilleton.
Pubblicò i suoi primi scritti già durante gli anni delle superiori nella prestigiosa rivista letteraria Ljubljanski Zvon. Esordì come poeta nel 1899, pubblicando una raccolta di poesie intitolata Erotika. La raccolta causò grande scandalo negli ambienti conservatori, al punto che il vescovo di Lubiana Jeglič acquistò tutte le copie disponibili e le fece bruciare. Erotika rimane la sua unica raccolta di poesie: decise infatti di dedicarsi alla scrittura di drammi e di opere in prosa, ritenute da lui mezzi espressivi più efficaci.
Nel 1909 ritornò a Lubiana, dove visse fino alla morte, scrivendo e occupandosi di politica nelle file del Partito socialdemocratico jugoslavo. Nel 1914, allo scoppio della Prima guerra mondiale, espresse la sua solidarietà con la Serbia e per questo venne imprigionato per breve tempo nella fortezza di Lubiana. In seguito fu militare a Judenburg, ma a causa della salute cagionevole fu presto congedato. Ritornò quindi a Lubiana e qui visse fino alla morte nel 1918, avvenuta a seguito di una caduta accidentale. Il suo funerale fu seguito da rappresentanti della cultura e della politica sloveni e da una grande folla di persone comuni.
Durante la sua vita strinse una profonda amicizia con lo scrittore Alojz Kraigher, il quale realizzò il necrologio dell'amico nel dicembre del 1918, oltre che il dramma dedicato in sua memoria intitolato Umetnikova trilogija ("Trilogia dell'artista", 1919) e l'opera monografica Ivan Cankar I-II (1954-1958).

## Opere
Si occupò di vari generi letterari pubblicando tante raccolte di novelle, tra le quali Vinjete (1899), in cui è evidente uno stile naturalistico incentrato su tematiche proletarie e borghesi, Ob zori, Za križem ("Dietro la croce") del 1909 e Podobe iz sanj ("Immagini dal sogno") del 1917, ultima sua fatica letteraria ispirata dalla tragicità della prima guerra mondiale.
Scrisse anche numerosi racconti. I principali sono: Potepuh Marko in kralj Matjaž ("Marko il vagabondo e il re Mattia") del 1905, nel quale riprende il tema folkloristico del ritorno del re buono, giusto e pronto a risollevare la situazione politica e sociale; Hlapec Jernej in njegova pravica ("Il servo Jernej e il suo diritto") del 1907, considerato il capolavoro di Cankar, denuncia l'ostilità delle leggi civili e religiose della società borghese nei confronti delle elementari esigenze di giustizia di un contadino; Kurent, Gospa Judit ("La signora Judit") del 1904, una descrizione a sfondo realistico della vita di una donna infelice alla continua ricerca di un appagamento illusorio; Križ na gori ("La croce sulla montagna") del 1905, una storia d'amore a tratti simbolisti.
L'autore scrisse anche diversi romanzi, tra cui i più noti sono Na klancu ("Sul colle") del 1903 dedicato alla figura materna, Hiša Marje Pomočnice, Martin Kačur del 1906, nel quale emersero toni pessimistici riflessi dallo sconforto dello scrittore. A metà degli anni Settanta, lo scrittore istriano Fulvio Tomizza traduce e adatta per il Teatro Stabile di Trieste "Martin Kačur", che va in scena con il titolo di "L'Idealista". Lo spettacolo è firmato dal regista Francesco Macedonio (scene e costumi sono di Sergio D'Osmo); il ruolo del protagonista lo interpreta Corrado Pani.
Intensa fu anche l'attività teatrale, comprendente drammi, quali Za narodov blagor ("Per il bene del popolo") del 1901 che fu una decisa satira dei politici sloveni del suo tempo, impersonificati da due brutti tipi privi di qualità morali e umane, Kralj na Betajnovi ("Un re a Betajnova") del 1902, ritratto di un industriale arrogante che domina la vita sociale della sua città, Hlapci e Lepa Vida.
Anche le prose contenute in Knjiga za lahkomiselne ljudi ("Libro per gente frivola") del (1901) si impregnarono di un gusto satirico rivolto questa volta alla bigotteria e alle bassezze religiose, che l'autore ravvisò fra alcuni suoi contemporanei.
Per merito del suo particolare modo di scrivere riuscì a penetrare nell'anima dell'uomo, divenendo uno dei principali rappresentanti del movimento neoromantico denominato Moderna, di tendenze anche antipositivistiche. Egli criticò nei suoi libri la politica slovena del suo tempo e scrisse molto sul futuro dei poveri e repressi, basti citare il racconto Tujci ("Stranieri") del 1902, dove denunciò la precaria situazione degli intellettuali sloveni.
Descrisse il mondo dell'infanzia e i problemi di psicologia infantile nei libri di storielle Za križem, Moje življeneje e Grešnik Lenart.

### Traduzioni
- Arnaldo Bressan (a cura di), Il servo Jernej e il suo diritto, Milano, Feltrinelli, 1977.
- La madre: bozzetti in prosa, traduzione di Francesco Husu, saggio critico di Marija Pirjevec, Editoriale Stampa Triestina, Trieste 1977.
- Martin Kacur: biografia di un idealista, traduzione e introduzione di Arnaldo Bressan, Mondadori, Milano 1981.
- La casa di Maria Ausiliatrice, traduzione di Marija Pirjevec, Edizioni Studio Tesi, Pordenone 1983.
- La colpe e altris contis, Traduzion par furlan di G. Nazzi, Clape cultural Aquilee, Gurize Pordenon Udin, 1992.
- Il servo Jernej e il suo diritto, traduzione e nota introduttiva di Darja Betocchi, con testo originale a fronte; in appendice la recensione di Eugenio Montale Un servo padrone (1925), disegni di Ugo Pierri, Comunicarte Edizioni, Trieste 2019.

### Critica
- Bruno Meriggi, Storia della letteratura slovena, Milano, 1961